# ای تی گیفورد
ای تی گیفورد (به انگلیسی: A. T. Gifford) یک کشتی بود که طول آن ۸۲ فوت ۶ اینچ (۲۵٫۱۵ متر) بود. این کشتی در سال ۱۸۸۳ ساخته شد.